# سزار آمبروزینی
سزار آمبروزینی (انگلیسی: Cesare Ambrosini؛ زادهٔ ۳۱ مارس ۱۹۹۰) بازیکن فوتبال اهل ایتالیا است.
از باشگاه‌هایی که در آن بازی کرده‌است می‌توان به باشگاه فوتبال کومو اشاره کرد.